# Ernest Newman

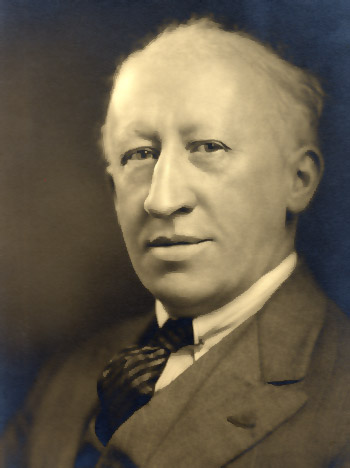
Imagem de Ernest Newman.

Ernest Newman (30 de novembro de 1868 – 7 de julho de 1959) foi um crítico de música e musicólogo inglês. O Grove's Dictionary of Music and Musicians descreve-o como "o mais celebrado crítico de música inglês da primeira metade do século XX." Seu estilo de crítica, visando a objetividade intelectual, em contraste com a abordagem mais subjetiva de outros críticos, tais como Neville Cardus, refletiu-se em seus livros sobre Richard Wagner, Hugo Wolf, Richard Strauss e outros. Ele foi crítico de música do The Sunday Times a partir de 1920 e até a sua morte, quase quarenta anos depois.